# Sonneck (Berg)
Das Sonneck ist ein 2260 m ü. A. Meter hoher Berg im Kaisergebirge in Tirol. Auf seinem weitläufigen Gipfel steht ein solides Gipfelkreuz. Das Panorama ist umfassend: besonders reizvoll sind die Blicke auf die Ellmauer Halt, den Treffauer und zum Hintersteiner See.

## Lage
Das Sonneck erhebt sich im westlichen Teil des Wilden Kaisers im Hauptkamm zwischen Hackenköpfe, Kopfkraxen im Westen sowie dem Haltstock im Osten (Kleine Halt, Gamshalt und Ellmauer Halt) und Treffauer weiter südöstlich. Es gehört zu den höheren Kaisergipfeln, wird aber eher selten bestiegen. Nach Nordosten fällt das Sonneck in hohen steilen Wänden zum Oberen Scharlinger Boden hin ab. Im Südosten ist das Sonneck über den Grat und das Kleinkaiserl mit dem Massiv des Treffauers verbunden. Auf der Südseite weist das Sonneck steile hohe Felswände oberhalb des Schneekars auf, die von mehreren Kletterrouten (z. B. Sonnenpfeiler) durchzogen sind. Der Gipfel gehört zum Gemeindegebiet von Kufstein.
Dem Sonneck nordwestlich an seinem Nordwestgrat vorgelagert sind das Obere Gamskarköpfl (2040 m) und das Untere Gamskarköpfl (1975 m).

## Routen
Das Sonneck zählt zu den leichteren, aber auch ziemlich unbekannten Gipfeln des Kaisergebirges. Es ist entweder von Süden oder von Norden aus über zwei verschiedene Steige für erfahrene und trainierte Bergsteiger gut zu erreichen.
- Südroute: 4 Stunden im Aufstieg, 3 Stunden im Abstieg, 1425 Höhenmeter

Ausgangspunkt dieser Route ist Scheffau am Wilden Kaiser. Bis zum Gasthaus Jägerwirt (910 m) darf mit dem Auto gefahren werden, ab dort zu Fuß, anfangs noch beschaulich über Wald- und Wiesengelände. Nach eineinhalb Stunden ist die Kaiser-Hochalm erreicht, anschließend wird es steiler, auf der Südseite des Sonnensteins vorbei, dann über Latschenhänge und freies, schrofiges Gelände anstrengend auf den Grat und über diesen bzw. westseitig ausweichend auf guter Pfadspur auf die Kopfkraxen, dem Vorgipfel. Von dort ausgesetzter, teils drahtseilversicherter Abstieg zum luftigen Gratübergang Richtung Sonneck und weiter teils ausgesetzt auf der Gegenseite hinauf zum Gipfel des Sonneck. An sonnigen, heißen Tagen muss unbedingt früh losgegangen werden, sonst wird dieser Aufstieg zur Qual. Trittsicherheit erforderlich; das letzte Stück verlangt zudem Schwindelfreiheit. Einige Stellen mit Schwierigkeitsgrad I.
- Nordroute: 7 Stunden im Aufstieg, 6 Stunden im Abstieg, 1830 Höhenmeter

Ausgangspunkt dieser Route ist Sparchen, ein Stadtteil von Kufstein. Zunächst muss ein längerer Anmarsch in Kauf genommen werden, welcher jedoch landschaftlich überaus reizvoll ist. In 2,5 Stunden geht es durch das Kaisertal vorbei an Pfandlhof und Antoniuskapelle zum Anton-Karg-Haus in Hinterbärenbad. Dort kann übernachtet werden. Die bezeichnete, aber selten begangene Route folgt noch einer halben Stunde dem Bettlersteig in Richtung Kaindlhütte, bis der Güttler-Steig zum Sonneck abzweigt. Zunächst nicht allzu aufregend führt der Weg durch Wald in Serpentinen angenehm aufwärts, bis er über eine Felsstufe hinab (drahtseilversichert, entschärft mit Eisenbügeln) und sodann hinaufführt durch ein großes Geröllfeld (Kühkarl). Danach geht es in kontinuierlich steiler Steigung durch schrofiges Gelände teils ausgesetzt (eine Stelle drahtseilversichert) hinauf ins Gamskar (Geröllfeld, das seinen Namen zu Recht trägt). Von dort führt der Steig teils über Felsen (mit einigen Eisenbügeln entschärft) und durch Latschen hinauf am Unteren und Oberen Gamskarköpferl vorbei und schließlich durch ein Geröllkar mühsam auf den Gipfel des Sonnecks. Einige Stellen mit Schwierigkeitsgrad I. Trittsicherheit erforderlich. Insgesamt länger, aber etwas einfacher als die Südroute.
- Gratübergang Richtung Scheffauer via Hackenköpfe

Es ist möglich, vom Sonneck über Kopfkraxen, Wiesberg und Hackenköpfe den kompletten Grat bis zum Scheffauer zu überschreiten. Diese Route ist jedoch kräftezehrend, langwierig, nicht durchgehend markiert oder gesichert, zudem teilweise recht ausgesetzt und mit etlichen Gegenanstiegen und zahlreichen Kletterstellen bis Schwierigkeitsgrad II gewürzt. Sie darf nur von trittsicheren und schwindelfreien Bergsteigern mit Ortskenntnis und alpiner Erfahrung begangen werden. Der gesamte Übergang vom Sonneck bis zum Scheffauer dauert etwa 3 bis 4 Stunden, anschließend muss noch entweder zur Kaindlhütte oder zum Hintersteiner See oder Jägerwirt (Scheffau) abgestiegen werden. Diese Gratüberschreitung wird in der Regel in Gegenrichtung begangen, da die schwierigeren Stellen dann im Aufstieg liegen; ihre Länge und Schwierigkeit wird häufig unterschätzt.
- Kufsteiner Klettersteig

Am Nordwestgrat des Sonnecks befindet sich am Unteren Gamskarköpfl seit einigen Jahren der alpine, schwere Kufsteiner Klettersteig (längere Passagen im Schwierigkeitsgrad D, Trittbügel nur spärlich gesetzt, sehr gut abgesichert, teils sehr ausgesetzt). Er zweigt vom Güttler-Steig beim unteren großen Geröllfeld (Kühkarl) nach Osten ab und trifft nach dem Gipfel des Unteren Gamskarköpfls (Gipfelkreuz mit Buch) über den gesicherten Normalanstieg des Unteren Gamskarköpferls unter dem Gipfelaufbau wieder auf den Güttler-Steig. Dieser schwere alpine Sportklettersteig darf nicht unterschätzt werden und erfordert neben Klettergeschick, Schwindelfreiheit und Trittsicherheit eine ausgezeichnete Kondition und Ausdauer. Helm, Klettersteigset und Klettergurt sind obligatorisch. Keinesfalls in Abstiegsrichtung begehen.
- Kletterrouten

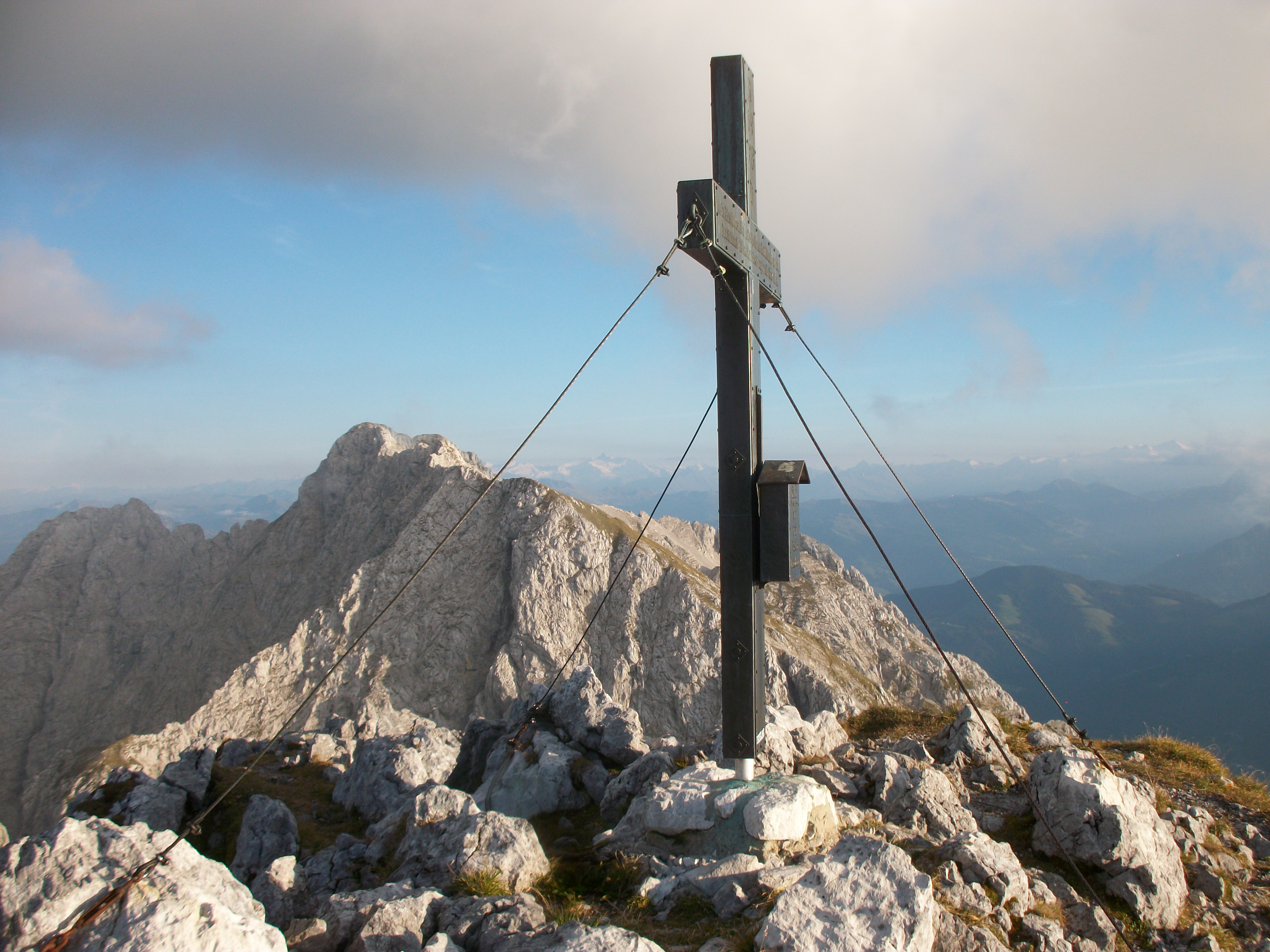
Gipfelkreuz des Sonnecks

Die Südwand des Sonnecks ist unter Kletterern sehr beliebt; dort gibt es zahlreiche Routen ab dem III. Schwierigkeitsgrad (z. B. Sonnenpfeiler), deren Einstieg über das Schneekar erreicht werden kann (dorthin gelangt man über den markierten Normalweg des Treffauers).